# Andrei Chikatilo
Andrei Romanovich Chikatilo (tiếng Nga: Андрей Романович Чикатило, tiếng Ukraina: Андрі́й Рома́нович Чикати́ло; 16 tháng 10 năm 1936 – 14 tháng 2 năm 1994) là một kẻ giết người hàng loạt người Liên Xô, có biệt danh là kẻ đồ tể ở Rostov, máy xới Đỏ hay máy xới Rostov, bị buộc tội tấn công tình dục, đánh đập và giết hại ít nhất 52 phụ nữ và trẻ em giữa những năm 1978 và 1990 tại Cộng hòa Xã hội chủ nghĩa Xô viết Liên bang Nga. Chikatilo thú nhận giết hại tổng cộng 56 người, trong đó 53 vụ đã được chứng minh tính đến tháng 4 năm 1992. Chikatilo bị buộc tội và kết án tử hình cho 52 vụ trong số các vụ giết người đó vào tháng 10 năm 1992 và cuối cùng bị hành quyết tháng 2 năm 1994.
Chikatilo được gọi với những cái tên như kẻ đồ tể ở Rostov hay máy xới Rostov vì phần lớn các vụ giết người của Chikatilo được thực hiện tại vùng Rostov của Nga.

## Danh sách nạn nhân
| STT | Tên                  | Giới tính | Tuổi  | Ngày bị giết                 | Ghi chú |
| --- | -------------------- | --------- | ----- | ---------------------------- | --- |
| 1   | Yelena Zakotnova     | Nữ        | 9     | 22 tháng 12 năm 1978         | Nạn nhân đầu tiên của Chikatilo. Bị tiếp cận khi đi về nhà sau khi trượt băng.                                                                                           |
| 2   | Larisa Tkachenko     | Nữ        | 17    | 3 tháng 9 năm 1981           | Bị Chikatilo tiếp cận khi chờ xe buýt về trường nội trú. |
| 3   | Lyubov Biryuk        | Nữ        | 13    | 12 tháng 6 năm 1982          | Biryuk bị giết khi đi về nhà sau khi đi shopping từ làng Donskoi. |
| 4   | Lyubov Volobuyeva    | Nữ        | 14    | 25 tháng 7 năm 1982          | Bị giết tại một nông trại gần sân bay Krasnodar. Xác được tìm thấy ngày 7 tháng 8.                                                                                       |
| 5   | Oleg Pozhidayev      | Nam       | 9     | 13 tháng 8 năm 1982          | Nạn nhân nam đầu tiên của Chikatilo. Pozhidaev đã bị giết chết ở Adygea. Không tìm thấy xác.                                                                             |
| 6   | Olga Kuprina         | Nữ        | 16    | 16 tháng 8 năm 1982          | Bị giết tại Kazachi Lagerya. Thi thể được tìm thấy ngày 27 tháng 10. |
| 7   | Irina Karabelnikova  | Nữ        | 19    | 8 tháng 9 năm 1982           | Bị Chikatilo dụ rời khỏi ga Shakhty. Thi thể được tìm thấy ngày 20 tháng 9.                                                                                              |
| 8   | Sergey Kuzmin        | Nam       | 15    | 15 tháng 9 năm 1982          | Học sinh nội trú trốn khỏi trường. Thi thể được tìm thấy tại ga Shakty ngày 12 tháng 1 năm 1983.                                                                         |
| 9   | Olga Stalmachenok    | Nữ        | 10    | 11 tháng 12 năm 1982         | Bị dụ dỗ xuống xe bus khi đi về nhà sau khi học piano ở Novoshakhtinsk.                                                                                                  |
| 10  | Laura Sarkisyan      | Nữ        | 15    | Sau ngày 18 tháng 6 năm 1983 | Bị giết trong rừng tại một đường ray cũ gần Shakhty. Chikatilo được tòa án bỏ qua vụ này.                                                                                |
| 11  | Irina Dunenkova      | Nữ        | 13    | Tháng 7 năm 1983             | Thi thể của Dunenkova được tìm thấy ở công viên Hàng không, Rostov, ngày 8 tháng 8 năm 1983.                                                                             |
| 12  | Lyudmila Kutsyuba    | Nữ        | 24    | Tháng 7 năm 1983             | Một người mẹ vô gia cư của hai trẻ em chết trong rừng gần trạm xe buýt Shakhty. Thi thể được tìm thấy ngày 12 tháng 3 năm 1984.                                          |
| 13  | Igor Gudkov          | Nam       | 7     | 9 tháng 8 năm 1983           | Nạn nhân nhỏ tuổi nhất của Chikatilo. Gudkov đã bị giết trong công viên hàng không, Rostov. Gudkov là nạn nhân nam đầu tiên có liên quan đến các cuộc tìm kiếm hung thủ. |
| 14  | Unknown woman        | Nữ        | 18–25 | Tháng 7–Tháng 8 năm 1983     | Chikatilo tuyên bố đã gặp phải nạn nhân này trong khi cô đã cố gắng để tìm một "người đàn ông (khách hàng) với một chiếc xe hơi."                                        |
| 15  | Valentina Chuchulina | Nữ        | 22    | Sau ngày 19 tháng 9 năm 1983 | Thi thể của Chuchulina được tìm thấy ngày 27 tháng 11 năm 1983 trong khu rừng gần ga Kirpichnaya.                                                                        |
| 16  | Vera Shevkun         | Nữ        | 19    | 27 tháng 10 năm 1983         | Bị giết tại làng mỏ gần Shakhty. Thi thể được tìm thấy ngày 30 tháng 10.                                                                                                 |
| 17  | Sergey Markov        | Nam       | 14    | 27 tháng 12 năm 1983         | Mất tích khi đi làm thêm. Thi thể được tìm thấy ngày 4 tháng 1 năm 1984.                                                                                                 |
| 18  | Natalya Shalapinina  | Nữ        | 17    | 9 tháng 1 năm 1984           | Bị giết ở công viên Hàng không, Rostov. Shalapinina là bạn thân của Olga Kuprina, bị Chikatilo giết năm 1982.                                                            |
| 19  | Marta Ryabenko       | Nữ        | 45    | 21 tháng 2 năm 1984          | Nạn nhân già nhất của Chikatilo. Bị giết ở công viên Hàng không, Rostov                                                                                                  |
| 20  | Dmitriy Ptashnikov   | Nam       | 10    | 24 tháng 3 năm 1984          | Bị Chikatilo giả làm người sưu tập tem dụ từ một cửa hàng bán tem thư ở Novoshakhtinsk.                                                                                  |
| 21  | Tatyana Petrosyan    | Nữ        | 29    | 25 tháng 5 năm 1984          | Bị giết cùng con gái ở gần Shakhty. Cô đã biết Chikatilo kể từ năm 1978.                                                                                                 |
| 22  | Svetlana Petrosyan   | Nữ        | 10    | 25 tháng 5 năm 1984          | Svetlana thấy Chikatilo giết mẹ mình trước khi Chikatilo đuổi và giết chết cô bé bằng một cái búa trước khi chặt đầu cô.                                                 |
| 23  | Yelena Bakulina      | Nữ        | 21    | 22 tháng 6 năm 1984          | Thi thể được tìm thấy ngày 27 tháng 8 tại vùng Bagasenski, Rostov. |
| 24  | Dmitriy Illarionov   | Nam       | 13    | 10 tháng 7 năm 1984          | Mất tích ở Rostov khi đi xin giấy phép sức khỏe cho trại hè. |
| 25  | Anna Lemesheva       | Nữ        | 19    | 19 tháng 7 năm 1984          | Một học sinh bị mất tích trên đường đến khám nha sĩ. Cô đã bị giết chết ở Shakhty.                                                                                       |
| 26  | Sarmite Tsana        | Nữ        | 20    | c. 28 tháng 7 năm 1984       | Quê ở Riga. Thi thể được tìm thấy ngày 9 tháng 9 năm 1984 ở công viên Hàng không, Rostov.                                                                                |
| 27  | Natalya Golosovskaya | Nữ        | 16    | 2 tháng 8 năm 1984           | Bị mất tích trên đường tới thăm chị gái ở Novoshakhtinsk. Bị giết ở công viên Hàng không, Rostov.                                                                        |
| 28  | Lyudmila Alekseyeva  | Nữ        | 17    | 7 tháng 8 năm 1984           | Bị Chikatilo dụ từ trạm dừng xe buýt với hứa hẹn đưa cô đến trạm dừng xe buýt ở Rostov.                                                                                  |
| 29  | Unknown woman        | Nữ        | 20–25 | 8–11 tháng 8 năm 1984        | Bị Chikatilo giết tại Tashkent khi trên đường tới Uzbekistan. |
| 30  | Akmaral Seydaliyeva  | Nữ        | 10    | 13 tháng 8 năm 1984          | Bỏ nhà đi từ Alma-Ata, Kazakhstan, bị giết tại Tashkent. |
| 31  | Aleksandr Chepel     | Nam       | 11    | 28 tháng 8 năm 1984          | Bị giết trên bờ sông Don, gần nơi Alekseyeva đã bị giết. |
| 32  | Irina Luchinskaya    | Nữ        | 24    | 6 tháng 9 năm 1984           | Thủ thư ở Rostov. Bị giết ở công viên Hàng không, Rostov. |
| 33  | Natalya Pokhlistova  | Nữ        | 18    | 31 tháng 7 năm 1985          | Bị Chikatilo dụ xuống xe lửa gần sân bay Domodedovo, Moscow Oblast. Thi thể được tìm thấy ngày 3 tháng 8.                                                                |
| 34  | Irina Gulyayeva      | Nữ        | 18    | 27 tháng 8 năm 1985          | Bị giết trong rừng gần bến xe buýt Shakhty. Thi thể được tìm thấy ngày hôm sau.                                                                                          |
| 35  | Oleg Makarenkov      | Nam       | 13    | 16 tháng 5 năm 1987          | Bị giết tại Revda, Sverdlovsk Oblast. Chikatilo đưa cảnh sát tới nơi chôn xác sau khi bị bắt.                                                                            |
| 36  | Ivan Bilovetsky      | Nam       | 12    | 29 tháng 7 năm 1987          | Bị giết trong rừng cạnh đường ray tàu hỏa ở thành phố Zaporizhia, Ukraina. Thi thể được bố đẻ nạn nhân tìm thấy ngày 30 tháng 7.                                         |
| 37  | Yuri Tereshonok      | Nam       | 16    | 15 tháng 9 năm 1987          | Bị dụ từ xe lửa tới Leningrad. Chikatilo đưa cảnh sát tới nơi chôn xác sau khi bị bắt.                                                                                   |
| 38  | Unknown woman        | Nữ        | 22–28 | 1–4 tháng 4 năm 1988         | Bị giết trên nền đất cũ của nhà máy luyện kim gần bến xe Krasny Sulin. Thi thể được tìm thấy ngày 6 tháng 4.                                                             |
| 39  | Aleksey Voronko      | Nam       | 9     | 15 tháng 5 năm 1988          | Voronko bị giết gần ga Ilovaisk, Ukraina; nằm trên tuyến xe lửa Rostov–Ukraine.                                                                                          |
| 40  | Yevgeniy Muratov     | Nam       | 15    | 14 tháng 7 năm 1988          | Nạn nhân đầu tiên bị giết gần Rostov kể từ năm 1985. Thi thể được tìm thấy ngày 10 tháng 4 năm 1989.                                                                     |
| 41  | Tatyana Ryzhova      | Nữ        | 16    | 8 tháng 3 năm 1989           | Một trẻ lang thang từ Krasny Sulin, cô bị giết tại nhà con gái của Chikatilo.                                                                                            |
| 42  | Aleksandr Dyakonov   | Nam       | 8     | 11 tháng 5 năm 1989          | Bị giết tại trung tâm thành phố Rostov sau ngày sinh nhật 8 tuổi. Thi thể được tìm thấy ngày 14 tháng 7.                                                                 |
| 43  | Aleksey Moiseyev     | Nam       | 10    | 20 tháng 6 năm 1989          | Bị giết tại Vladimir Oblast, đông Moscow. Chikatilo thú nhận vụ này sau khi bị bắt.                                                                                      |
| 44  | Helena Varga         | Nữ        | 19    | 19 tháng 8 năm 1989          | Sinh viên người Hungary, có 1 đứa con. Bị dụ rời xe buýt và bị giết tại một ngôi làng gần Rostov.                                                                        |
| 45  | Aleksey Khobotov     | Nam       | 10    | 28 tháng 8 năm 1989          | Mất tích bên ngoài một nhà hát gần Shakhty. Chikatilo đưa cảnh sát đến nơi chôn xác sau khi bị bắt.                                                                      |
| 46  | Andrey Kravchenko    | Nam       | 11    | 14 tháng 1 năm 1990          | Bị Chikatilo dụ từ một rạp chiếu phim ở Shakhty. Thi thể được tìm thấy ngày 19 tháng 2.                                                                                  |
| 47  | Yaroslav Makarov     | Nam       | 10    | 7 tháng 3 năm 1990           | Bị Chikatilo dụ từ ga xe lửa Rostov. Bị giết tại Vườn thực vật Rostov.                                                                                                   |
| 48  | Lyubov Zuyeva        | Nữ        | 31    | 4 tháng 4 năm 1990           | Bị Chikatilo dụ từ ga xe lửa Donleskhoz gần Shakhty. Thi thể được tìm thấy ngày 24 tháng 8.                                                                              |
| 49  | Viktor Petrov        | Nam       | 13    | 28 tháng 7 năm 1990          | Bị giết tại Vườn thực vật Rostov, cách nơi Makarov bị giết vài mét. |
| 50  | Ivan Fomin           | Nam       | 11    | 14 tháng 8 năm 1990          | Bị giết tại bãi biển Novocherkassk. Thi thể được tìm thấy ngày 17 tháng 8.                                                                                               |
| 51  | Vadim Gromov         | Nam       | 16    | 17 tháng 10 năm 1990         | Một sinh viên bị tâm thần ở Shakhty. Gromov bị mất tích khi đi tàu tới Taganrog.                                                                                         |
| 52  | Viktor Tishchenko    | Nam       | 16    | 30 tháng 10 năm 1990         | Bị giết tại Shakhty. Tishchenko chống cự dữ dội; anh là nạn nhân đã cắn đứt ngón tay của Chikatilo.                                                                      |
| 53  | Svetlana Korostik    | Nữ        | 22    | 6 tháng 11 năm 1990          | Nạn nhân cuối cùng của Chikatilo. Thi thể được tìm thấy ngày 13 tháng 11 trong rừng gần ga Donleskhoz.                                                                   |

Chú thích

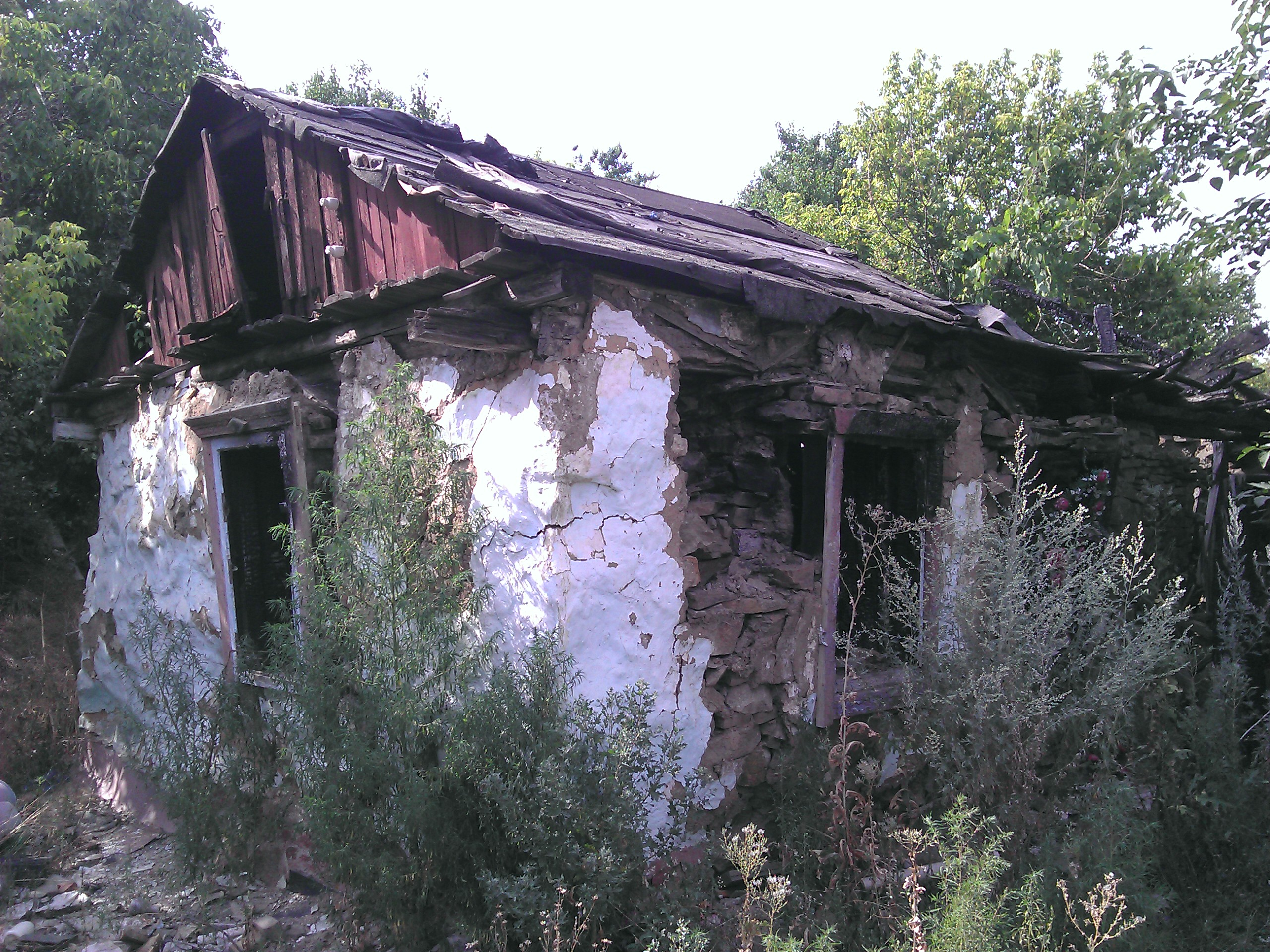
Ngôi nhà của Chikatilo tại Shakhty, nơi diễn ra vụ giết người đầu tiên.

Thẩm phán Leonid Khazanov bỏ qua cho Chikatilo về vụ giết Laura Sarkisyan 15 tuổi tại phiên tòa do không đủ chứng cứ. Sarkisyan, một người bỏ nhà lang thang từ Armenia, được gia đình cô nhìn thấy lần cuối vào 18 tháng 6. Trong khi thú tội với cảnh sát, Chikatilo đã nói mình đã giết chết một cô gái Armenia trong mùa hè năm 1983 và cô đã bị giết chết trong một đoạn rừng nằm gần ga Kirpichnaya. Mặc dù Chikatilo đã không thể xác định hình ảnh Sarkisyan khi hình được đem ra đối chứng, thời điểm Sarkisyan biến mất và mô tả của Chikatilo về hình dạng bên ngoài, quần áo của cả hai nạn nhân và nơi Chikatilo đã giết người phù hợp với các xương còn sót lại một phần và vật dụng cá nhân tìm được, mặc dù những vật chứng trên được xác định là của một cô gái trẻ thanh thiếu niên, không thể xác định chính xác độ tuổi.
Mặc dù Chikatilo đã có lúc phủ nhận sáu vụ giết người mà tòa đưa ra xét xử, Chikatilo chưa bao giờ phủ nhận vụ giết Sarkisyan.

### Các nạn nhân còn nghi vấn

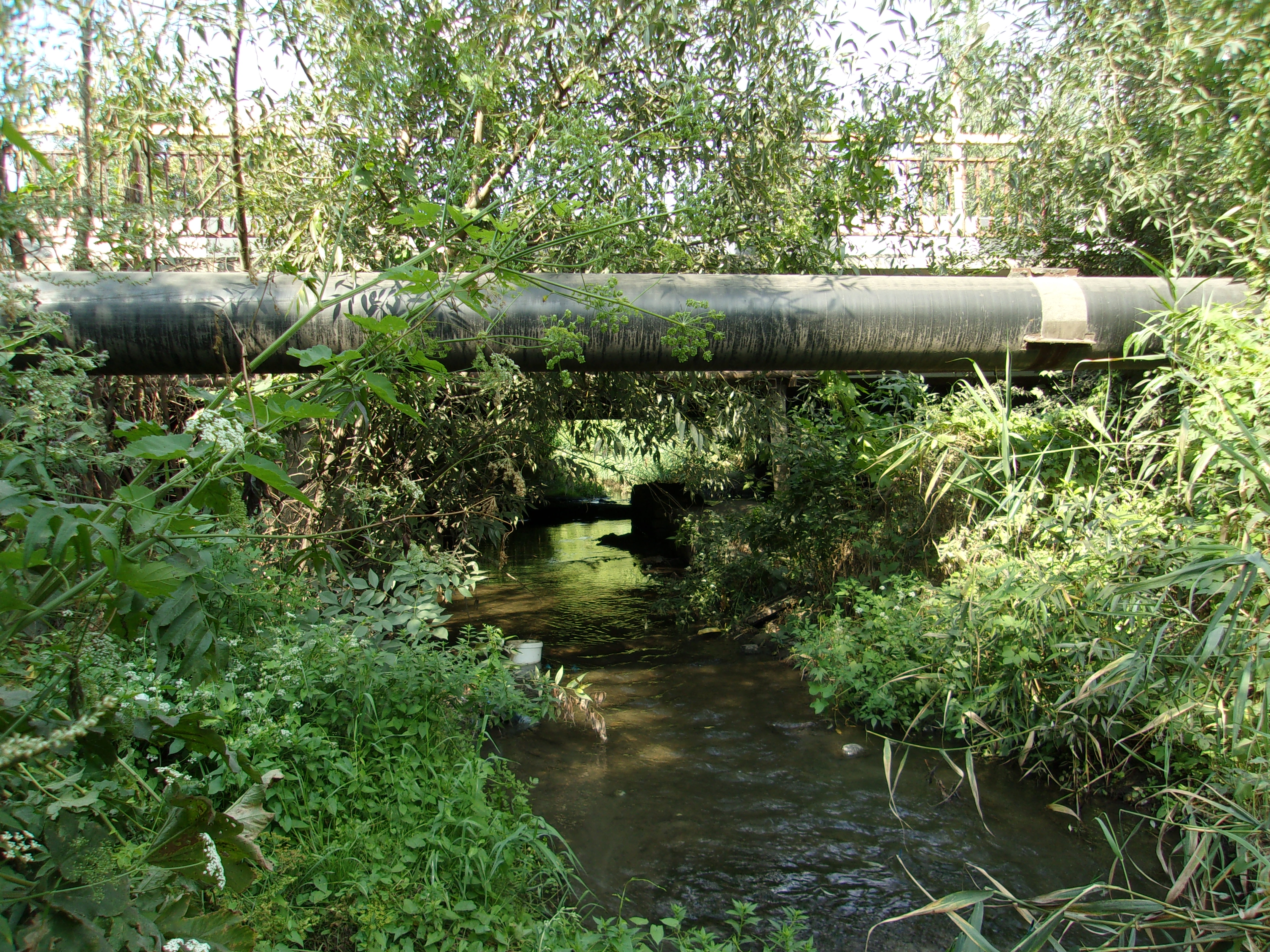
Cầu Grushevskii, nhìn từ phía tây. Tại đây, vào ngày 24 tháng 12 năm 1978 đã tìm thấy thi thể của nạn nhân đầu tiên của Andrei Chikatilo - bé Elena Zakotnova, 9 tuổi.

- Chikatilo thú nhận ba vụ giết người khác nhưng cảnh sát không thể xác minh. Theo Chikatilo, ba vụ giết người đã được thực hiện trong và xung quanh thành phố Shakhty trong khoảng thời gian từ năm 1980 đến 1982. Mặc dù có được lời khai, cảnh sát đã không thể tìm thấy người phù hợp với mô tả của Chikatilo về các nạn nhân khi tìm trong các báo cáo về người mất tích,[42] và cũng không tìm thấy xác. Do vậy Chikatilo không bị kết án cho các vụ giết người trên.
- Chikatilo là nghi phạm chính trong vụ giết Irina Pogoryelova 18 tuổi, một thư ký tòa án ở Bataysk bị mất tích vào ngày 11 tháng 8 năm 1986, xác được tìm thấy bị chôn vùi trong nền đất của một trang trại tập thể vào ngày 18 tháng 8. Cơ thể Pogoryelova bị đâm y hệt như trên cơ thể các nạn nhân bị Chikatilo giết cả trước và sau năm 1986. Trong lời thú nhận ban đầu của mình, Chikatilo đã phủ nhận giết Pogoryelova, nhưng về sau, Chikatilo lại khẳng định tại phiên tòa là đã giết chết cô.
- Tại phiên tòa xét xử, Chikatilo tuyên bố đã giết thêm 4 người ngoài 53 người đã được đưa ra xét xử. Có lẽ ba trong số những nạn nhân này là ba nạn nhân ban đầu Chikatilo đã thú nhận giết trong năm 1990 và cảnh sát đã không thể tìm thấy trong hồ sơ người mất tích, người thứ tư Chikatilo nói rõ tên là Irina Pogoryelova. Nếu lời thú tội của Chikatilo giết chết bốn nạn nhân khác là đúng, tổng số nạn nhân Chikatilo đã giết lên tới con số 57.